# 古代エジプトの庭園
古代エジプトの庭園は、おそらくナイル川からの水で灌漑された単純な果樹園と菜園として始まった。次第に国が豊かになるにつれて、それらは花、池、そして果樹や木陰の木々である陰樹が並ぶ遊園地へと進化した。寺院、宮殿、そして私邸には独自の庭があった。庭の模型はときおり墓に置かれ、所有者が彼らの死後の世界でそれらを楽しむことができるようになった。

## 宮殿庭園
宮殿庭園は、エジプト中王国時代（紀元前2035年 - 1668年）の直前にエジプトで最初に現れた。これらの庭園は非常に規模が大きく、幾何学的なパターンで配置されていた。宮殿の庭園の池はとても大きく、なおかつ数多くあった。 紀元前二千年紀には、スネフェルの王の庭の池は20人もの漕ぎ手で漕ぐボートのために十分な大きさがあった。
ハトシェプスト女王（紀元前1503年 - 1482年）、ラムセス3世（紀元前1198年 - 1166年）などの古代エジプトの支配者たちは、リビア、シリア、およびキレニアでの征服中に発見された新しい種類の木や花を鉢植えに植え替えた。